# Château de Saint-Blancard
Le château de Saint-Blancard est un château français situé sur la commune de Saint-Blancard  dans le département du Gers en région Occitanie. Il est partiellement inscrit Monument historique.

## Présentation
Le château est situé dans le centre de la commune de Saint-Blancard. Il fut érigé du XIVe siècle au XIXe siècle. Le propriétaire était la famille de Gontaut Biron. En 1959, Armand de Gontaut Biron vend le château qui est par la suite transformé en hôpital. Depuis 1990, le château est la propriété du britannique Andrew Harding qui délaisse progressivement le château finalement à l'abandon.

## Histoire
Le site est occupé depuis l'Antiquité et toute la période médiévale (selon des fouilles réalisées en 1889).
Un château existait au XIIIe siècle. En 1303, un accord est signé entre les habitants du village et Pierre d'Orbessan pour la construction d'un nouveau château. 
Des maçonneries sont réalisées au XIVe siècle (dont l'essentiel a été conservé).
Des percements sont réalisés au XVIe siècle. Le maréchal de Biron, décapité pour avoir conspiré contre Henri IV après l'avoir servi, y vit le jour en 1562.
Il subit un incendie en 1888. Lors de la reconstruction, par Henri de Gontaut, marquis de Saint Blancard (1813-1897), un donjon est créé à l'ouest et des décors intérieurs néo-gothiques sont réalisés. À cette époque, les murailles ouest et sud sont abattues pour dégager la vue sur les Pyrénées. Les communs et la nouvelle serre ont été construits à la fin du XIXe siècle. La dernière portion d'enceinte, copie de la seconde enceinte de Carcassonne, date de 1926.
Au cours de la seconde guerre mondiale, le château de Saint-Blancard joue un rôle important, grâce à l'ingéniosité de Jacques Jaujard et de Christiane Desroches Noblecourt, dans la préservation des œuvres du Département des antiquités égyptiennes du musée du Louvre,,.
Le 22 octobre 2000, une association se crée pour la défense du château et de son parc, laissé à l'abandon depuis quelques années par la société britannique qui l'a racheté. Des nettoyages sont depuis régulièrement entrepris.
Il est partiellement inscrit Monument historique depuis le 23 novembre 2005.